# Винокуров, Самсон Артемьевич
Самсо́н Арте́мьевич Виноку́ров (1900—1985) — передовик советского сельского хозяйства, председатель колхоза «Красный Октябрь» Большемуртинского района Красноярского края, Герой Социалистического Труда (1948).

## Биография
Родился в 1900 году в селе Шеломы Пропойской волости Быховского уезда Могилёвской губернии (ныне Славгородского района Могилёвской области Белоруссии) в семье крестьянина. Окончил церковно-приходскую школу.
Женился в 1921 году. Жена Анна была дочерью местного землевладельца Чижикова. В 1920-х годах вся семья Чижиковых подверглась репрессиям. Дом отца Анны был сожжён, вся семья сослана на Урал. 
В 1924 году вместе с женой и дочерью также уехал (по другим данным был сослан) в Сибирь и поселился в деревне Береговая Подъёмная Большемуртинского района Красноярского края.
В 1940 году был избран председателем местного колхоза, который благодаря его организаторским способностям пошёл на подъём. Хозяйство под руководством Винокурова много раз добивалось рекордных урожаев. Так, в 1947 году колхоз получил урожай пшеницы 31,3 центнера с гектара на площади 42 гектара.
Указом Президиума Верховного Совета СССР от 7 января 1948 года за получение высоких урожаев пшеницы и ржи, при выполнении колхозом обязательных поставок и натуроплаты за работу МТС в 1947 году и обеспеченности семенами зерновых культур для весеннего сева 1948 года Самсону Артемьевичу Винокурову было присвоено звание Героя Социалистического Труда с вручением ордена Ленина и золотой звезды «Серп и Молот».
В 1956 году С. А. Винокуров с женой и двумя дочерьми переехал в Красноярск. 
Умер в Красноярске в 1985 (по другим данным, в 1984) году. Похоронен на Бадалыкском кладбище.